# Liliia Petrivna Martyniuk
Liliia Petrivna Martyniuk (tiếng Ukraina: Лілія Петрівна Мартинюк; sinh ngày 3 tháng 9 năm 1962, Ternopil, Ukraina) là một nhà khoa học người Ukraina trong lĩnh vực y học. Bà được trao bằng Tiến sĩ khoa học Y học năm 2004 và được phong hàm Giáo sư năm 2006. Bà hiện là trưởng khoa Nội số 3 của Đại học Y Quốc gia I. Ya. Horbachevskyi Ternopil.

## Tiểu sử
Năm 1979, bà tốt nghiệp xuất sắc tại trường trung học Ternopil số 3.
Cùng năm đó, bà nhập học Viện Y Nhà nước Ternopil, chuyên ngành Y học tổng quát. Bà tốt nghiệp năm 1985 với bằng danh dự và được cấp chứng chỉ hành nghề bác sĩ đa khoa.
Sau khi hoàn thành kỳ thực tập, bà trở thành bác sĩ tại Bệnh viện Vật lý trị liệu Mykulynets từ năm 1986 đến năm 1992. Bà tiếp tục là bác sĩ đa khoa tại Phòng khám thành phố Ternopil số 1 từ năm 1994 đến năm 1995.
Từ năm 1995, bà công tác tại Đại học Y Quốc gia I. Ya. Horbachevskyi Ternopil. Bà là trợ lý và phó giáo sư tại khoa Nội và khoa Giáo dục Sau đại học tại trường.
Từ năm 2012, bà là trưởng khoa Nội số 3.
Chồng bà, Serhii Mykolaiovych Butvyn, là một Phó tiến sĩ Y học, phó Giáo sư về Trị liệu và Y học Gia đình tại Khoa Giáo dục Sau đại học của Đại học Y Quốc gia I. Ya. Horbachevskyi Ternopil. Con gái bà, Olena Ihorivna Shershun, là trưởng khoa Thần kinh tại Bệnh viện Tâm lý tỉnh Ternopil.

## Hoạt động khoa học
Năm 1994, bà bảo vệ luận án phó tiến sĩ về "Hiệu quả của phức hợp điều trị viêm bể thận mãn tính bằng liệu pháp laser và bức xạ điện từ tần số cực cao".
Năm 2004, bà bảo vệ luận án tiến sĩ khoa học về "Các biến thể lâm sàng và sinh bệnh của tổn thương mô xương trong suy thận mãn tính: chẩn đoán, chương trình phòng ngừa và điều trị khác biệt" thuộc chuyên khoa 14.01.37 - thận học.
Các lĩnh vực mà bà quan tâm bao gồm nghiên cứu các cơ chế phát triển và tiến triển của bệnh thận mạn tính, chuyển hóa khoáng chất và rối loạn tái tạo xương, thiếu máu, tăng huyết áp động mạch, rối loạn hệ thống tim mạch, cải tiến các phương pháp renoprotection và công nghệ lọc máu đối với bệnh thận mãn tính và tổn thương thận cấp tính.

## Tổ chức, đoàn thể
Bà là thành viên của nhiều đoàn thể, tổ chức chuyên môn và ban biên tập các xuất bản phẩm chuyên ngành.
Bà là thành viên ban biên tập của Tạp chí Thận và Lọc máu Ukraina (tiếng Ukraina: Український журнал нефрології та діалізу) và Tạp chí Nghiên cứu Y học và Sinh học (tiếng Ukraina: Вісник медичних та біологічних досліджень), ủy viên ban thường vụ Hiệp hội các Nhà thận học Ukraina. Bà còn là thành viên của Tổ chức Thận Quốc gia, Hiệp hội Thận học, Thẩm tách và Cấy ghép châu Âu, Hiệp hội Thận học Quốc tế, Hiệp hội Loãng xương Ukraina.
Bà là thành viên của Hội đồng học thuật chuyên ngành của Viện Thận học thuộc Viện Hàn lâm Khoa học Y học Quốc gia Ukraina.

## Thành tựu
Liliia Petrivna Martyniuk là tác giả và đồng tác giả của hơn 220 ấn phẩm khoa học, 3 giáo trình, 1 chuyên khảo, 6 bằng độc quyền sáng chế và 2 bản tin.
Bà đã đào tạo 4 Phó tiến sĩ Y học.
Công trình khoa học chính:
1. Effect of the Herbal Combination Canephron N on Diabetic Nephropathy in Patients with Diabetes Mellitus: Results of a Comparative Cohort Study "..//oMartynyuk Liliya Martynyuk Larysa, "..//oRuzhitska Oksana, "..//oMartynyuk Olena The journal of alternative and complementary medicine 20 (6), 472—478 2014
2. An open label, non-controlled, multicentre, interventional trial to investigate the safety and efficacy of Canephron® N in the management of uncomplicated urinary tract infections (uUTIs) Dmitry Ivanov, Dimitri Abramov-Sommariva, Kathrin Moritz, Herbert Eskötter, Tatyana Kostinenko, Liliya Martynyuk, Nikolay Kolesnik, Kurt G Naber Clinical Phytoscience 2015 1 (1), 7 DOI doi.org/ 10.1186/s40816-015-0008-x
3. Evaluation of the safety and immunogenicity of subcutaneous HX575 epoetin alfa in the treatment of anemia associated with chronic kidney disease in predialysis and dialysis patients Nicole Casadevall, Vladimir Dobronravov, Kai-Uwe Eckardt, Sehsuvar Ertürk, Liliya Martynyuk, Susanne Schmitt, Gregor Schaffar, Anita Rudy, Andriy Krendyukov, Marité Ode Clinical nephrology, 2017 88 (4), 190
4. Heerspink HJL, Parving HH, Andress DL, Bakris G, Correa-Rotter R, Hou FF, Kitzman DW, Kohan D, Makino H, McMurray JJV, Melnick JZ, Miller MG, Pergola PE, Perkovic V, Tobe S, Yi T, Wigderson M, de Zeeuw D; SONAR Committees and Investigators. Atrasentan and renal events in patients with type 2 diabetes and chronic kidney disease (SONAR): a double-blind, randomised, placebo-controlled trial. Lancet. 2019 May 11;393(10184):1937-1947. doi: 10.1016/S0140-6736(19)30772-X. Epub 14 tháng 4 năm 2019. Erratum in: Lancet. 11 tháng 5 năm 2019;393(10184):1936.
5. Perkovic, V (Perkovic, V.)[ 1,2 ] ; Jardine, MJ (Jardine, M. J.)[ 1,3 ] ; Neal, B (Neal, B.)[ 1,4,6 ] ; Bompoint, S (Bompoint, S.)[ 1 ] ; Heerspink, HJL (Heerspink, H. J. L.)[ 8 ] ; Charytan, DM (Charytan, D. M.)[ 9,10,11 ] ; Edwards, R (Edwards, R.)[ 16 ] ; Agarwal, R (Agarwal, R.)[ 17,18 ] ; Bakris, G (Bakris, G.)[ 19 ] ; Bull, S (Bull, S.)[ 16 more... Canagliflozin and Renal Outcomes in Type 2 Diabetes and Nephropathy NEW ENGLAND JOURNAL OF MEDICINE Tập: 380 Số: 24 Trang: 2295—2306 DOI: 10.1056/NEJMoa1811744 Công bố: 13 tháng 6 năm 2019